# Chilchota
Chilchota è una municipalità dello stato di Michoacán, nel Messico centrale, il cui capoluogo è la località omonima.
La municipalità conta 36.293 abitanti (2010) e ha un'estensione di 304,51 km².
Il nome della località significa paese dei peperoni.